# Elaeodendron australe
Elaeodendron australe är en benvedsväxtart som beskrevs av Étienne Pierre Ventenat. Elaeodendron australe ingår i släktet Elaeodendron och familjen Celastraceae. Utöver nominatformen finns också underarten E. a. angustifolium.